# Obandyella
Obandyella es un género de foraminífero planctónico propuesto como sustituto de Hirsutella de la familia Globorotaliidae, de la superfamilia Globorotalioidea, del suborden Globigerinina y del orden Globigerinida. Su especie tipo era Rotalina hirsuta. Su rango cronoestratigráfico abarca desde el Messiniense (Mioceno superior) hasta el Zancleense (Plioceno inferior).

## Descripción
Su descripción coincide con la del género Hirsutella, ya que Obandyella fue el nombre propuesto como sustituto. Hirsutella fue considerado por algunos autores como homónimo posterior del braquiópodo Hirsutella Cooper & Muir-Wood, 1951.

## Discusión
Clasificaciones posteriores incluirían Obandyella en la superfamilia Globigerinoidea. Algunos autores consideran a Obandyella un sinónimo subjetivo posterior de Globorotalia.

## Clasificación
Obandyella incluye a las siguientes especies:
- Obandyella hirsuta †
- Obandyella ventriosa †
  - Obandyella ventriosa astricticamerata †
  - Obandyella ventriosa evexa †